# بوسکوترکاسه

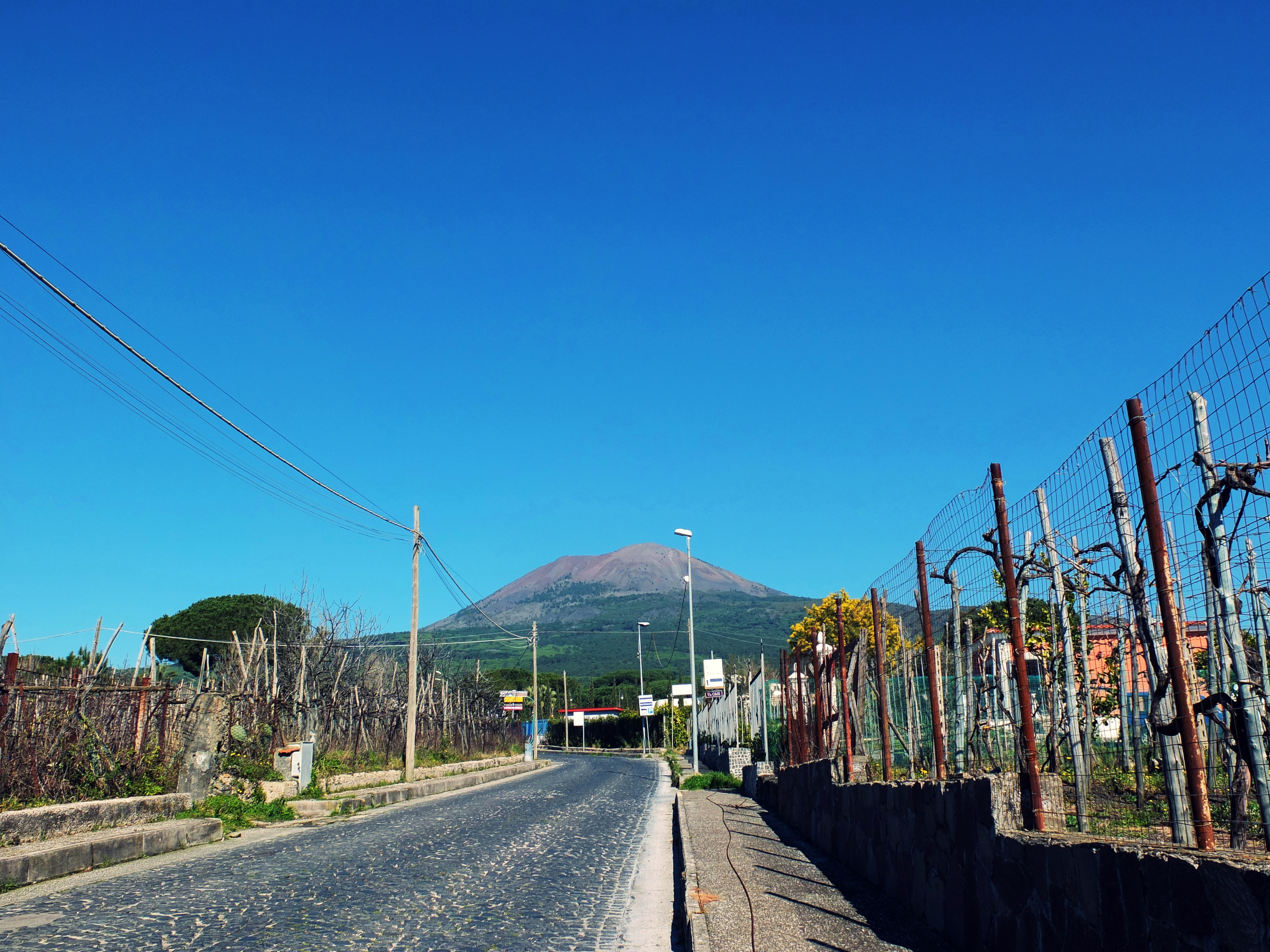
بوسکوترکاسه

بوسکوترکاسه (به ایتالیایی: Boscotrecase) یک کومونه در ایتالیا است که در استان ناپل واقع شده‌است.

## خصوصیات
بوسکوترکاسه ۷٫۵ کیلومترمربع مساحت و ۱۰٬۷۹۱ نفر جمعیت دارد و ۸۶ متر بالاتر از سطح دریا واقع شده‌است.